# Groene fluweelloper
De groene fluweelloper (Chlaenius nitidulus) is een keversoort uit de familie van de loopkevers (Carabidae). De wetenschappelijke naam van de soort werd in 1781 gepubliceerd door Franz Paula von Schrank. De soort wordt in Fauna Europaea in het geslacht Chlaeniellus geplaatst.